# Carlos Llavador
Carlos Llavador Fernández (* 26. dubna 1992 Madrid, Španělsko) je španělský sportovní šermíř, který se specializuje na šerm fleretem. Španělsko reprezentuje mezi muži od roku 2007. V roce 2015 obsadil třetí místo na mistrovství Evropy v soutěži jednotlivců.